# Fűzfői-öböl
Fűzfői-öböl är en del av sjön Balaton i Ungern.   Den ligger i provinsen Veszprém, i den västra delen av landet, 90 km sydväst om huvudstaden Budapest.